# Megalopsalis triascuta
Megalopsalis triascuta är en spindeldjursart som beskrevs av Forster 1944. Megalopsalis triascuta ingår i släktet Megalopsalis och familjen Monoscutidae. Inga underarter finns listade i Catalogue of Life.